# Димитрије Тодоровић Каплар
Димитрије Тодоровић – Каплар (Књажевац, 23. октобар 1917 – Куршумлија, 17. март 1942), учесник Народноослободилачке борбе и народни херој Југославије.

## Биографија
Рођен је 23. октобра 1917. године у Књажевцу од оца Милије и мајке Јелице, као једно од четворо деце. Основну школу и гимназију је завршио у родном месту. Тих првих школских дана добио је надимак Каплар, јер је често гледао војнике како пролазе улицом, а кад се појавио у школи са звездицом на рамену, другови су га прозвали Каплар.
Био је одличан ученик и јако је волео да чита. Максим Горки му је био омиљени писац. Касније је почео да се интересује и за марксистичку литературу. Био је члан скаутске организације и Литерарне дружине „Слобода”. У осмом разреду гимназије се прикључио омладинском револуционарном покрету и постао члан Савеза комунистичке омладине Југославије (СКОЈ).

### Политички рад
Године 1936, после завршене матуре, конкурисао је за пријем на Војну академију, а пошто је био одбијен уписао се на Правни факултет у Београду. Одмах по доласку на Београдски универзитет ступио је у студентски револуционарни покрет и активно учествовао у акцијама студентске омладине. Крајем 1936. године постао је члан СКОЈ-а. Биран је као председник или као члан и у многим студентским удружењима, а као члан Соколског друштва у Књажевцу ишао је 1939. на слет у Бугарску где је посетио мајку Георги Димитрова и повезао се са напредним бугарским студентима.
Године 1939. је примљен у чланство Комунистичке партије Југославије (КПЈ).
Поред активности у студентском покрету, Димитрије је политички деловао и у родном граду, где је одлазио кад год је имао слободног времена. Био је један од организатора састанка на коме је донета одлука о формирању партијске организације у Књажевцу, 1939. године. Тада је био изабран и за секретара Среског комитета КПЈ за Књажевац.
После завршених студија, средином 1940. године, по партијској директиви се вратио у родни Књажевац. Шаље молбу Среском суду за запослење, али је одбијен. Запошљава се код адвоката Момчила Жанића у Књажевцу као адвокатски приправник.
Као секретар Среског комитета КПЈ, активно је учествовао у организовању демонстрација против потписивања Тројног пакта, 26. марта 1941. године. Сутрадан, 27. марта у Књажевцу је одржан велики митинг, подршке војном пучу, на коме је говорио и Димитрије.
После окупације Југославије, 1941. године, активно је радио на припремама за организовање устанка – објашњавао је народу о узроцима брзе капитулације Југословенске војске и позивао народ на припремање отпора. Са члановим и симпатизерима КПЈ и СКОЈ-а, прикупљао је оружје, муницију и другу војну опрему. После напада Немачке на СССР, 22. јуна и масовних хапшења комуниста, повукао се у илегалност.
На Белом Брегу, код Зајечара је 28. јуна 1941. године учествовао на састанку Окружног комитета КПЈ за Тимочку крајину, на коме је донета одлука о формирању три партизанска одреда.
Тада је био одређен је за политичког комесара Заглавско-тимочког партизанског одреда. Убрзо потом, почетком јула је организовао Среску конференцију СКОЈ-а,на којој је омладину упознао са одлукама Окружне конференције и њиховим задацима. Када је почетком августа 1941. године, формиран Заглавско-тимочки одред, учествовао је у његовим првим акцијама – минирање пруге Ниш-Зајечар, пресецање телефонских веза и др. Одред је такође нападао жандармеријске станице и палио оштинске архиве.
Октобра 1941. године, после спајања Заглавско-тимочког и Бољевачког одреда у Књажевачко-бољевачки партизански батаљон, Димитрије је углавном радио као политички радник на терену, где је организовао позадински рад.
Крајем јануара 1942. године налазио се у Одреду, у селу Богдановцу, у Заплању. Тада је по директиви КПЈ, с још неколико другова, прешао у Топлички партизански одред, ради размене искуства.
Са овим одредом учествовао је у нападу на Прокупље, фебруара 1942. године.

### Погибија
Касније је био пребачен у Расински партизански одред, који је дејствовао у околини Куршумлије, где је обављао дужност политичког руководиоца чете. Одмах по доласку у овај Одред, учествовао је борбама за ослобођење Куршумлије, 16. фебруара 1942. године. По ослобођењу места, говорио је на великом митингу. Неколико дана потом, 22. фебруара четници Косте Пећанца, помогнути јаким бугарским јединицама су извршили напад на Куршумлију и приморали партизане да се повуку.
Тада је уследила офанзива против партизана, а 12. марта 1942. године по густој магли у близини села Барлова, код Куршумлије, четници Косте Пећанца су успели за га заробе. Одвели су га Куршумлију, где је пет дана био страховито мучен, јер су четници сазнали да је он био један од говорника на митингу приликом ослобођења Куршумлије и закључили да је један од партизанских руководилаца. Упркос свим мучењима, није ништа признао нити кога открио. Заједно са заробљеним друговима, стрељан је 17. марта 1942. године на гробљу у Куршумлији.
Указом Президијума Народне скупштине Федеративне Народне Републике Југославије, 5. јула 1952. године, проглашен је за народног хероја.
Основна школа у Књажевцу данас нови његово име.